# HUNTER～那些女子，賞金獵人～
《HUNTER～那些女子，賞金獵人～》，是關西電視台和共同電視台共同製作的日本電視劇，2011年10月11日起在富士電視台系列播出，由米倉涼子主演。首集為15分鐘的加長版，播出時間為22:00 - 23:09（JST）。節目表以為劇名。

## 概要
本劇是以2007年4月1日由警察廳導入的「搜查特別獎金制度」（搜查特別報獎金制度）為創作靈感。

## 簡介
某日在機場發生搶劫事件，空姐井坂黎（米倉涼子飾）發揮正義感，最後抓到犯人，獲得100萬圓獎金，「想不到抓犯人比當空姐還好賺耶～」，心中突然有了這個想法，她決定辭去空姐職務，以專抓犯人獲得獎金的「賞金女王」為業。 
某日妹妹井坂茜（山口紗彌加飾）以姐姐為擔保人借了500萬圓後，人突然不知去向，丟下小學五年級的女兒不管。小黎無奈，以自己的離職金還債後，尋找小茜的去向。
小黎追查時發現妹妹與某名通緝犯有來往，她與航空公司時期的後輩本村純（桐谷美玲飾）、逃離丈夫家暴的鈴木真知子（戶田惠子飾）及在小餐館工作的和久井和美（堀內敬子飾）組成「賞金獵人」，誓言要抓住通緝犯並找回自己的妹妹…

## 角色

### 賞金獵人團隊
- 井坂黎（35）：米倉涼子（少女時代：淺田帆香 / 高中時代：工藤綾乃）

曾為大型航空公司的空中服務員（CA）。妹妹失蹤後，改行當賞金獵人，並接手經營她開設的餐館。
- 本村純（23）：桐谷美玲

小黎航空公司時期的後輩。
- 和久井和美（35）：堀內敬子

小餐館「春夏冬」的採購人員。
- 岸本咲子 / 鈴木真知子（45）：戶田惠子

小餐館「春夏冬」的常客。
- 井坂春（10）：川島鈴遙（日语：川島鈴遥）

小学5年級學生，小茜的女兒。

### 井坂家
- 井坂茜（32）：山口紗弥加（幼年時代：信太真妃 / 高中時代：伊藤梨沙子）

小黎的妹妹，「春夏冬」的老闆娘。

### 和久井家
- 和久井真平：眞島秀和

和美的丈夫、任職柳井文具公司。
- 和久井一平：加藤翼（日语：加藤翼）

和美與真平的兒子。

### 警視廳
- 権藤猛（39）：谷原章介
- 寺島吾郎（35）：小泉孝太郎
- 佐貫：中原丈雄（日语：中原丈雄）（第8話－）
- 伊藤：神尾佑（日语：神尾佑）（第8話－）

### 小餐館「春夏冬」的相關人物
- 武藤瞳（27）：原幹惠

「春夏冬」隔壁的小酒吧「瞳」的媽媽桑。與小茜親如姊妹。
- 野野村優子（26）：齋藤美惠

「春夏冬」隔壁的指甲沙龍「茉莉花」的女店長。
- 佐久間健太（21）：佐伯大地（日语：佐伯大地）

小酒吧「瞳」的店員。因顧客要求，經常向「春夏冬」訂餐。
- 大岩省吾（65）：柄本明

退休刑警，「春夏冬」的常客。
- 山内：八十田勇一（日语：八十田勇一）

雜貨店「八百八」老闆，「春夏冬」的常客。
- 芳子：虻川美穂子（日语：虻川美穂子）（第5、9話）

山內的妻子。

### 各集登場人物
第1話
- 山本康夫：水橋研二（日语：水橋研二）

捜査特別獎金：100万圓。
- 瀨崎裕次郎：山崎画大（日语：山崎画大）

捜査特別獎金：100万圓。
- 石井正義：榊英雄（日语：榊英雄）

高利貸放款業者。
- 日本太平洋航空（JPA）部長：田山涼成（日语：田山涼成）

第2話
- 杉田雄三：岡田達也（日语：岡田達也）

捜査特別報獎金：100万圓。
- 西郷雅康：上野太
- 杉田静枝：岩本多代（日语：岩本多代）

雄三的母親。
第3話
- 山崎春子：廣山詞葉

OL殺人案被害人。此角色僅出現在照片中。
- 牧田祐輔：秋田宗好（日语：秋田宗好）

捜査特別報獎金：100万圓。因嫌犯已被警方逮捕，賞金獵人並沒有得到獎金。此角色僅出現在新聞畫面中。
第4話
- 吉田徹：濱田晃（日语：浜田晃）
- 吉田信二：須永慶（日语：須永慶）
- 卡邁勒：艾哈邁德·吉卜力
- 小川由美：能世安奈

第5話
- 惠利子：岡本玲（日语：岡本玲）
- 瀨谷利夫：諫山幸治
- 楢崎修：尾美利德（青年時期：茨木真之介）
- 古谷雄一：川嶋秀明

楢崎大学時代的朋友。
第6話
- 持田修司：德山秀典
- 持田裕司：柏原收史（日语：柏原收史）

修司的哥哥。
- 井上千惠：近野衣里（日语：近野衣里）

修司的女友，事件的被害者。
- 野澤小百合：大塚千弘
- 酒吧店主：克里斯松村（日语：クリス松村）
- 舜：兼松若人

第7話
- 中村貴子：戶井智惠美（日语：戸井智恵美）
- 井上恒雄：小須田康人（日语：小須田康人）

強盜犯。
- 中村信夫：吹越滿
- 橋本梨沙 / 井上笑美：竹富聖花

恒雄的女兒。對於父親成為強盜犯感到相當不齒，為了與他畫清界線，自行改名為「橋本梨沙」。
第8話
- 岸本幹生：相島一之（日语：相島一之）

真知子的丈夫，老牌日式點心店「寬永堂」的社長。
第9話
- 竹田聰一：大根田良樹（日语：大根田良樹）
- 沙織：高橋南（AKB48）

於「春夏冬」所在的商店街中經營雜貨店的女孩。
第10話
- 宮川篤：梶原善（日语：梶原善）

MGA社長，涉嫌殺害竹田聰一及高橋浩子。

## 工作人員
- 劇本：伴一彥、橋本博行（日语：橋本博行）
- 音樂：山田豊（日语：山田豊）、橘麻美
- 導演：村上正典（日语：村上正典）、佐藤源太（日语：佐藤源太）（共同電視台）、白木啓一郎（關西電視台）
- 製作人：河西秀幸（關西電視台）、後藤勝利、川西琢（共同電視台）
- 製作：關西電視台
- 製作出品：共同電視台

## 主題曲
- 倉木麻衣「Strong Heart」（NORTHERN MUSIC）

## 收視率
| 各話                                                         | 播放日         | 副標題 | 劇本            | 導演       | 收視率 |
| ------------------------------------------------------------ | -------------- | ------ | --------------- | ---------- | ------ |
| 第1話                                                        | 2011年10月11日 |        | 伴一彥          | 村上正典   | 09.8%  |
| 第2話                                                        | 2011年10月18日 |        | 伴一彥          | 村上正典   | 11.8%  |
| 第3話                                                        | 2011年10月25日 |        | 伴一彥          | 佐藤源太   | 11.5%  |
| 第4話                                                        | 2011年11月1日  |        | 伴一彦 橋本博行 | 白木啓一郎 | 12.0%  |
| 第5話                                                        | 2011年11月8日  |        | 伴一彦 橋本博行 | 村上正典   | 12.4%  |
| 第6話                                                        | 2011年11月15日 |        | 伴一彦          | 佐藤源太   | 10.2%  |
| 第7話                                                        | 2011年11月22日 |        | 伴一彦          | 白木啓一郎 | 08.8%  |
| 第8話                                                        | 2011年11月29日 |        | 伴一彦          | 佐藤源太   | 11.3%  |
| 第9話                                                        | 2011年12月6日  |        | 伴一彦          | 佐藤源太   | 10.9%  |
| 最終話                                                       | 2011年12月13日 |        | 伴一彦          | 村上正典   | 11.5%  |
| 平均收視率11.02%（收視率是關東地区・Video Research公司調查） |                |        |                 |            |        |

## 外部連結
- 關西電視台官方網站 （页面存档备份，存于）
- 緯來日本台官方網站 （页面存档备份，存于）
- WakuWaku Japan官方網站 （页面存档备份，存于）
- 互联网电影数据库（IMDb）上《HUNTER～那些女子，賞金獵人～》的资料（英文）

## 節目的變遷
| 日本關西電視台・富士電視網系 週二22點的電視連續劇     | 日本關西電視台・富士電視網系 週二22點的電視連續劇        | 日本關西電視台・富士電視網系 週二22點的電視連續劇 |
| ----------------------------------------------------- | -------------------------------------------------------- | ------------------------------------------------- |
|                                                       | HUNTER～那些女子、賞金獵人～ （2011.10.11 - 2011.12.13） |                                                   |
| 白色榮光3：阿里阿德涅的子彈 （2011.7.12 - 2011.9.20） | Hungry！ （2012.1.10 - 2012.3.20）                       |                                                   |

| 台灣 緯來日本台 週一至週五 22:00       | 台灣 緯來日本台 週一至週五 22:00     | 台灣 緯來日本台 週一至週五 22:00 |
| -------------------------------------- | ------------------------------------ | -------------------------------- |
|                                        | 賞金女王 （2014.07.16 - 2014.07.22） |                                  |
| 失戀巧克力 （2014.07.04 - 2014.07.15） | 死神君 （2014.07.23 - 2014.07.28）   |                                  |

| 台灣 WakuWaku Japan 週一至週四 22:00~23:00 | 台灣 WakuWaku Japan 週一至週四 22:00~23:00 | 台灣 WakuWaku Japan 週一至週四 22:00~23:00 |
| ------------------------------------------ | ------------------------------------------ | ------------------------------------------ |
|                                            | 賞金女王 （2021.10.18 - ）                 |                                            |
| —                                          | —                                          |                                            |